# Цикл фитоглобина и оксида азота
Цикл фитоглобина и оксида азота - метаболический путь, который индуцируется в растениях в условиях недостатка кислорода и является альтернативой гликолитической ферментации. В этом цикле оксид азота (NO) метаболизируется с участием фитоглобина (Pgb).  Цикл обеспечивает поддержание энергетического статуса растений в условиях ограниченного доступа кислорода.  Фитоглобин действует как компонент терминальной диоксигеназной системы, в которой образуется нитрат-ион в результате реакции оксигенированного фитоглобина с NO.  Фитоглобины класса 1 индуцируются у растений в условиях гипоксии, связывают кислород при наномолярных концентрациях и могут эффективно метаболизировать NO при клеточных концентрациях кислорода, которые значительно ниже требуемых для функционирования цитохром с-оксидазы.  В ходе реакции фитоглобин окисляется до метфитоглобина, который должен быть далее восстановлен для обеспечения непрерывной работы цикла.  Нитрат восстанавливается до нитрита нитратредуктазой, тогда как NO образуется, в основном, за счет анаэробного восстановления нитрита, которое может происходить в митохондриях с помощью комплекса III и комплекса IV в отсутствие кислорода, в побочной реакции нитратредуктазы или электронтранспортными белками на плазматической мембране.  Общая последовательность реакций цикла приводит к окислению NADH и может способствовать поддержанию уровня АТФ в условиях глубокой гипоксии. Функционирование цикла дает объяснение наблюдению Б.Б. Вартапетяна, что митохондрии растений в гипоксических условиях сохраняют ультраструктуру в присутствии нитрата.